# 佐伯英雄
佐伯 英雄（さえき ひでお）はNPO法人読書普及協会理事長である。「本のソムリエ」とも呼ばれ、読書の魅力を伝えるために日本全国でイベントや講演会を開催。

## 出演

### テレビ
- NHK「めざせ!会社の星」
- NHK「文化流行最前線」

### ラジオ
- NHK「ラジオ深夜便」